# Upplands runinskrifter 105
Upplands runinskrifter 105 är en nu försvunnen vikingatida runsten, eventuellt gravhäll, i Eds kyrka, Eds socken och Upplands Väsby kommun. Runstenen omnämns av Johannes Bureus och Martin Aschaneus. Den senare skriver att stenen låg "i kyrkdörrn". Stenen har haft ett enkelt ristat kors och har möjligen varit en gravhäll av samma typ som U 64.

## Inskriften
Translitterering av runraden:
[...ati · hu(n)i · i...]
Normalisering till runsvenska:
... ... ...